# Schlachten am Monte Cassino
1940–1945: Luftangriffe auf Italien
1940: Angriff auf Tarent
1943: Operation Husky (Lehrgang) – Waffenstillstand von Cassibile – Invasion in Italien (Baytown, Avalanche, Slapstick) – Fall Achse – Schlacht um Ortona
1944: Schlachten am Monte Cassino – Operation Shingle – Gotenstellung – Schlacht von Monte Castello
1945: Frühjahrsoffensive
Die Schlachten am Monte Cassino waren eine Serie von vier unabhängigen alliierten Angriffsoperationen zur Gewinnung eines Frontdurchbruchs in der deutschen Abwehrstellung „Gustav-Linie“ zwischen dem 17. Januar und dem 18. Mai 1944. Aufgrund ihrer Dauer von vier Monaten gelten sie zusammengefasst als eine der längsten Schlachten des Zweiten Weltkrieges mit schweren Verlusten auf beiden Seiten.

## Ausgangslage
Nach der erfolgreichen Landung der westlichen Alliierten auf Sizilien im Juli 1943 wurde 1944 die Invasion des italienischen Festlands in Gang gesetzt, um die deutschen Armeen auch von Süden her in Bedrängnis zu bringen (siehe auch Operation Shingle und Operation Avalanche). Nach dem Abschluss eines Waffenstillstandes zwischen den Alliierten und Italien am 8. September, bauten die Deutschen ihre Truppenpräsenz im Land weiter aus. Hitler war entschlossen, den Vormarsch von Amerikanern und Briten noch in Mittelitalien zu stoppen. Ein Schlüsselpunkt hiefür war das Tal des Liri, dort wollte man den Weg nach Norden blockieren. Das Gelände ist eingezwängt von Bergen und nur schwer einzunehmen. Vor allem der Monte Cassino bereitete den alliierten Kommandeuren großes Kopfzerbrechen. Die schroffen Berge und mehrere Flüsse behinderten den Vorstoß ihrer hochmotorisierten Armee. Es gab in der Region zudem nur wenige feste Straßen, die meisten waren nur für Pferdefuhrwerke geeignet. Im Herbst wurden sie aufgrund der starken Regenfälle unpassierbar und mussten danach jedes Mal erneuert werden. Die Alliierten ahnten, dass die Deutschen sie bereits erwarteten, wussten aber nicht, dass sie das Gebiet bereits in eine tödliche Falle verwandelt hatten. Man hatte drei Verteidigungslinien angelegt. Es handelte sich um die sog. Winterstellung, deren wichtigste die besonders stark befestigte Gustav-Linie war. Die Verteidiger hatten das Gelände gut vorbereitet, sodass die Angreifer für sie ein leichtes Ziel waren. Die wenigen Straßen wurden vermint, so konnte man die alliierten Vorstöße in die gewünschte Richtung lenken. Auch die Flüsse waren perfekte Barrieren, sie wiesen durchwegs eine starke Strömung auf, waren eiskalt, sehr tief und deren Uferbereiche boten den Soldaten keine ausreichende Deckung.

### Gustav-Linie
Anfang Januar 1944 hatte die 5. US-Armee unter Generalleutnant Clark die Gustav-Linie entlang des Garigliano erreicht und war dort bald auf heftigen Widerstand des deutschen XIV. Panzerkorps unter General von Senger und Etterlin getroffen. Aus operativen Gründen waren die deutschen Verteidigungsstellungen im Westen am stärksten ausgebaut, denn das Vordringen der Alliierten durch das Liri-Tal in Richtung der italienischen Hauptstadt Rom sollte unbedingt verhindert werden. Tatsächlich kam der amerikanische Vorstoß trotz enormer Übermacht an Menschen und Material vor der Stadt Cassino zum Stillstand.

### Kloster Monte Cassino
Auf dem 516 Meter hohen Gipfel des Monte Cassino steht ein bedeutendes, ursprünglich im Jahr 529 von Benedikt von Nursia gegründetes Kloster. Seine exponierte Lage mit ausgezeichneter Sicht über das Liri-Tal, nach Süden entlang des Garigliano, nach Südosten auf die Stadt Cassino und die Ebene davor und auch nach Nordosten bietet die Möglichkeit, alles zu beobachten, was im weiten Umfeld des Berges vor sich geht. Die über die Jahrhunderte ausgebaute, auch architektonisch sehr wertvolle, Klosteranlage beherbergte zudem eine umfangreiche Bibliothek und eine große Sammlung historischer Gemälde.
Sowohl auf alliierter als auch auf deutscher Seite war man sich der besonderen Bedeutung einiger religiöser Stätten in Italien und der darin aufbewahrten kulturellen und religiösen Objekte durchaus bewusst.
Aus diesen Gründen hatte der deutsche Oberbefehlshaber in Italien, Generalfeldmarschall Albert Kesselring, befohlen, das Benediktinerkloster nicht in die deutschen Stellungen einzubeziehen. Die deutschen Fallschirmjäger legten daher ihre Verteidigungsstellungen 300 Meter von seinen Gebäuden entfernt in den Berghängen an. Seine Entscheidung ließ Kesselring auch den alliierten Kommandostab zukommen. Dieser hielt Kesselrings Mitteilung jedoch für eine Kriegslist, man fand aber während der Kämpfe und auch danach keine stichhaltigen Belege für die Anwesenheit deutscher Truppen im Kloster. Später bestätigte auch der Erzabt, dass die Deutschen ihr Wort gehalten hatten: „Ich erkläre wahrheitsgetreu, dass sich innerhalb des Bereichs der heiligen Abtei Montecassino niemals ein deutscher Soldat aufgehalten hat; dass eine Zeitlang nur drei Militärpolizisten anwesend waren zu dem alleinigen Zweck, die Respektierung der neutralen Zone zu gewährleisten, die um die Abtei errichtet war.“

## Kräfteverhältnis
Bei Beginn des Kampfes um die Bernhard- und dann die Gustav-Linie standen sich in Mittelitalien die britische 8th Army und die US-amerikanische 5th Army auf der einen Seite und die 10. Armee und 14. Armee auf der deutschen Seite gegenüber. Wobei die 10. Armee die gesamte Frontlinie hielt und die 14. Armee den Raum Rom, das Hinterland und die westliche Küste überwachte. Die 8th Army griff die deutschen Linien im Nordosten nördlich des Städtchens Alfedena an. Die Front südlich von Alfedena wurde von der 5th Army geführt.
Zur Beurteilung des Kräfteverhältnisses bei Beginn der Schlachten im Raum Cassino sind deshalb die 10. Armee und die 5th Army zu betrachten.

### 10. Armee
- XIV. Panzerkorps: - 5. Gebirgs-Division – 15. Panzergrenadier-Division – 44. Grenadier-Division – 71. Infanterie-Division – 94. Infanterie-Division – Panzer-Division Hermann Göring
- LXXVI. Panzerkorps
- Reserve: - 29. Panzergrenadier-Division – 90. Panzergrenadier-Division

### 5th Army
- US VI Corps
- Br. X Corps: - Br. 5th Infantry Division – Br. 56th Infantry Division – Br. 46th Infantry Division – Br. 23rd Armoured Brigade
- US II Corps: - US 34th Infantry Division – US 36th Infantry Division – Combat Command B – 1st US Armoured Division
- Corps Expéditionnaire Francais: - 2ème Division d’Infanterie Marocaine – 3ème Division d’Infanterie Algérienne

## Kämpfe am Garigliano und am Rapido

Angriff über den Garigliano und am Rapido am 17. Januar 1944

### Vorstoß des amerikanischen II Corps an den Rapido 3.–16. Januar (II US Corps)
Südöstlich und östlich von Cassino hatte das II US Corps kurz nach der Jahreswende noch nicht die idealen Ausgangsstellungen für den Angriff ins Liri-Tal und über den Lauf des Rapido erreicht. Am 3. Januar begannen die Angriffe der 1st Special Service Force, des 133rd Infantry Regiment, der 34th US Division und der 135th Infantry Regiment.

### Operation Panther – Übergang über den Garigliano 17.–28. Januar (Brit. X Corps)
Am 17. Januar 1944 startete die 5. US-Armee ihre Angriffe auf die deutschen Stellungen. An ihrem linken Flügel, der bis zur Küste verlief, setzte das britische X. Korps unter General McCreery mit der 5th Infantry Division über den Garigliano und warf die deutsche 94. Infanterie-Division am folgenden Tag aus dem Ort Minturno. Angriffe der britischen 56th (London) Division auf Castelforte und spätere Versuche der 46th (North Midland) Division, den Garigliano am Flussknie zu überwinden, scheiterten wegen des Eingreifens der deutschen Reserven, der 29. Panzergrenadier- und 90. Panzergrenadier-Division.

### Angriff der 36th Infantry Division über den Unterlauf des Gari 20.–22. Januar (II US Corps)
Am Hauptangriffspunkt ließ Clark das II. US-Korps unter Generalmajor Keyes zu einem Frontalangriff antreten: Links sollte die 36. US-Division unter Generalmajor Walker den direkten Zugang im Liri-Tal in Richtung auf die Via Casilina (Route 6) erzwingen, rechts wurde die 34. US-Division unter Generalmajor Ryder zur nördlichen Umfassung des Cassinoberges über den Monte Castellone und den Monte Maiola in Marsch gesetzt. Der südlichere Vorstoß blieb wegen des Widerstands der deutschen 15. Panzergrenadier-Division ohne nennenswerten Erfolg liegen und brachte den angreifenden US-Einheiten nur hohe Verluste ein. Die aus Österreichern bestehende 44. Grenadier-Division unter Generalleutnant Franek konnte den Monte Cassino und das Cairo-Massiv halten, die nördlich daran anschließende 5. Gebirgs-Division unter General Ringel hielt am Monte Croce auf einer Höhe von 1074 Metern und am Monte Cifalco erfolgreich stand. Am 25. Januar griff die 34. US-Division neuerlich an und versuchte am Rocca Janula durchzubrechen.

### Operation Shingle – 22. Januar – 25. Mai
Um die Durchbruchsbemühungen der Alliierten zu unterstützen, landeten am Morgen des 22. Januar britische und amerikanische Truppen in der Stärke von etwa zwei Divisionen nordwestlich hinter den deutschen Linien im Raum Anzio-Nettuno und nur etwa 50 Kilometer südlich von Rom. Das zögerliche Handeln des amerikanischen Befehlshabers dieser Operation ermöglichte es dem deutschen Oberkommando, einen sofortigen Ausbruch aus dem Landungskopf in die Tiefe des Landes durch das Heranführen von eigenen Kräften zu verhindern. Damit war die mit der Landung verbundene Gefahr für die deutschen Kräfte in der Gustav-Linie erst einmal abgewendet und die deutschen Kräfte konnten diese Linie weiter verteidigen.

## Erste Schlacht – Angriff des Corps Expéditionnaire Français
Das freiwillige Französische Corps unter General Juin unterstützte am rechten Flügel durch Angriffe gegen den Monte Belvedere. Am 28. Januar musste die abgekämpfte 44. Grenadier-Division durch die am Garigliano freigemachte 90. Panzergrenadier-Division abgelöst werden, welche die Abwehr von Cassino bis zum Secco-Tal übernahm. Die Amerikaner zogen sich nach ihrer tagelang anhaltenden Daueroffensive vor Cassino zurück und wurden ab 12. Februar durch das 2. neuseeländische Korps unter Generalleutnant Bernard Freyberg abgelöst.

## Zweite Schlacht – Operation Avenger
Für die Operation Avenger, die am 15. Februar beginnen sollte, sah General Freybergs Plan wieder einen direkten Angriff gegen die Cassino-Stellung vor. Aus dem Norden sollte die indische 4. Division unter Brigadegeneral Dimoline entlang des Bergrückens vorgehen und im Südosten hatten die Neuseeländer entlang der Eisenbahnlinie und des Bahnhofs über den Rapido vorzustoßen. Für diesen Angriff direkt südlich von Cassino verlangte der Kommandeur der neuseeländischen 2. Division, Generalmajor Kippenberger, die Bombardierung der deutschen Stellungen und des Klosters, in dem – ohne Beleg – eine deutsche Funkstation vermutet wurde. In der Tat war das Kloster nicht von deutschen Einheiten besetzt worden. Eine weiträumige Umgehung von Cassino, welche das Kloster militärisch unbedeutend gemacht hätte, kam für General Alexander, den alliierten Oberbefehlshaber der XV. Heeresgruppe, nicht in Betracht.

### Zerstörung des Klosters

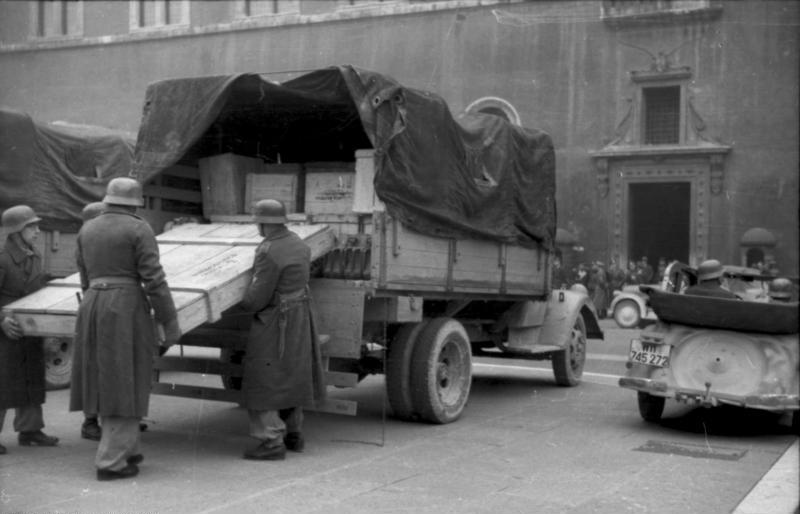
Verladung der in Holzkisten verpackten Kunstwerke auf LKW

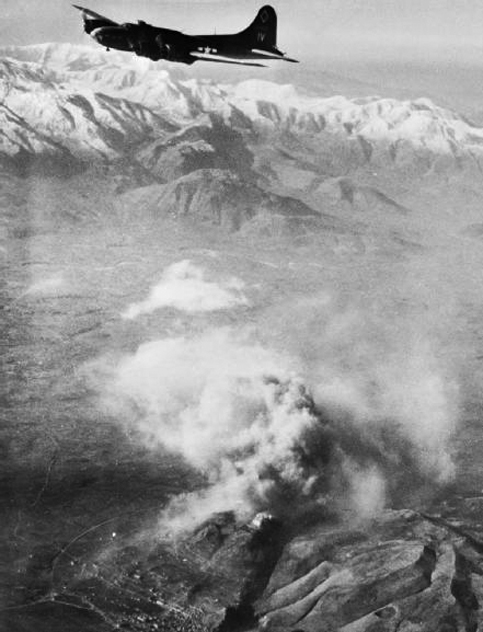
Die Zerstörung des Klosters am 15. Februar 1944

In der Zwischenzeit hatte der Oberbefehlshaber der deutschen 10. Armee, Generaloberst Heinrich von Vietinghoff die 1. Fallschirmjäger-Division unter Generalleutnant Richard Heidrich mit der Verteidigung der Stadt und des Berges betraut. Die hier übergeordnete Befehlsführung oblag dem Generalkommando des LI. Gebirgskorps unter dem General der Gebirgstruppe Feurstein.
Als die Alliierten weiter nach Norden auf das Kloster vorstießen, stellten sich Truppen der Fallschirm-Panzer-Division Hermann Göring unter Oberstleutnant Julius Schlegel den Mönchen des Klosters zur Verfügung, um vor dem Angriff die einzigartigen Kulturschätze, darunter etwa 1200 historische Bücher und Dokumente, Bilder von Leonardo da Vinci, Tizian und Raffael sowie die sterblichen Überreste des Benedikt von Nursia in die Engelsburg nach Rom in Sicherheit zu bringen. Allerdings wurden Kulturgüter des Klosters von deutschen Truppen nicht nur gerettet, sondern teilweise auch geraubt. 13 Meisterwerke aus Montecassino fand man nach Kriegsende in einem Stollen des Salzbergwerks Altaussee, wo Hitler und Göring ihre Kunstsammlungen untergebracht hatten.
Nach ersten hohen Verlusten bat General Freyberg die Amerikaner um Luftunterstützung; sie stimmten zu. Die Gründe für diese Entscheidung sind unklar. Am Tag vor dem Luftschlag unterrichteten die Alliierten mit Flugblättern die im Kloster anwesenden Menschen und forderten sie auf, die Abtei zu verlassen.
Am 15. Februar warfen 225 US-Bomber der 12th und 15th Air Force in zwei Angriffswellen insgesamt 435, nach anderen Quellen 567 Tonnen Spreng- und Brandbomben auf die Klosteranlage. Zusammen mit zusätzlichem Artilleriebeschuss wurde das Kloster an diesem Tag binnen dreier Stunden mit Ausnahme der Krypta völlig zerstört. Zu Beginn der Angriffe hielten sich im Kloster und dessen Kellergewölben etwa 800 Menschen auf, in der Mehrzahl Mönche und schutzsuchende Flüchtlinge, von denen 250, nach anderen Quellen 427 Opfer des Bombardements wurden.

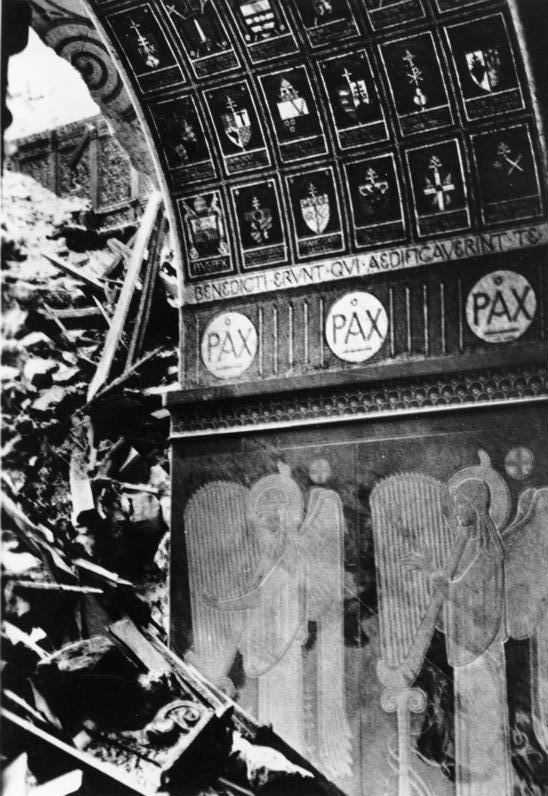
Die zerstörte Abteibasilika mahnt zum Frieden – PAX, März 1944

Die Überlebenden, die Mönche mit ihrem Abt und die Zivilisten, verließen nun das zerstörte Kloster. In der Folge besetzten deutsche Truppen am 17. Februar die Klosterruinen und bezogen sie in ihre Verteidigungsstellungen ein. Auch in den nächsten Monaten konnten sie den Berg – trotz weiterer schwerer Angriffe und unter hohen Verlusten auf beiden Seiten – bis zum 18. Mai halten.
Die Zerstörung des Klosters, das monatelange Halten der Stellungen und die hohen alliierten Verluste wurden von der deutschen Kriegsberichterstattung genutzt, um einerseits in Zeiten des Rückzugs die Moral der Truppe und der Bevölkerung zu stärken und andererseits den Feind zu diskreditieren. Der Vatikan erklärte, vor der Bombardierung hätten sich weder deutsche Soldaten noch Kriegsgerät im Kloster befunden, und bestätigte damit die Darstellung der deutschen Seite. Zur Rechtfertigung äußerte US-Präsident Franklin D. Roosevelt wahrheitswidrig, die Abtei sei ein Artilleriestützpunkt der Deutschen gewesen und ihre Zerstörung daher militärisch notwendig; Henry H. Arnold, Oberbefehlshaber der US Army Air Forces, nannte die Bombardierung ein „Wahrzeichen für die Zerstörungskraft der Air Force“. Die Zerstörung des Klosters führte zu einer erheblichen diplomatischen Verstimmung zwischen dem Heiligen Stuhl und den westlichen Alliierten.

## Dritte Schlacht – Operation Dickens

Operation Dickens zwischen dem 15. und 23. März 1944

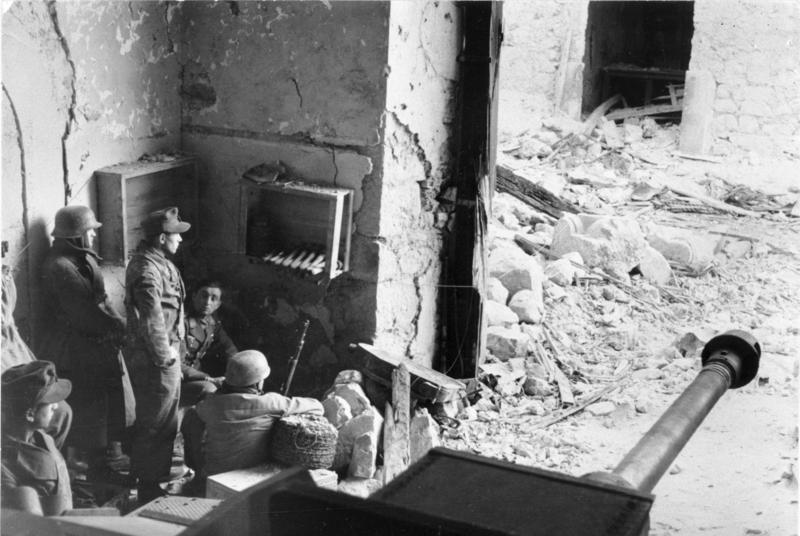
Fallschirmjäger nach der Zerstörung im Kloster

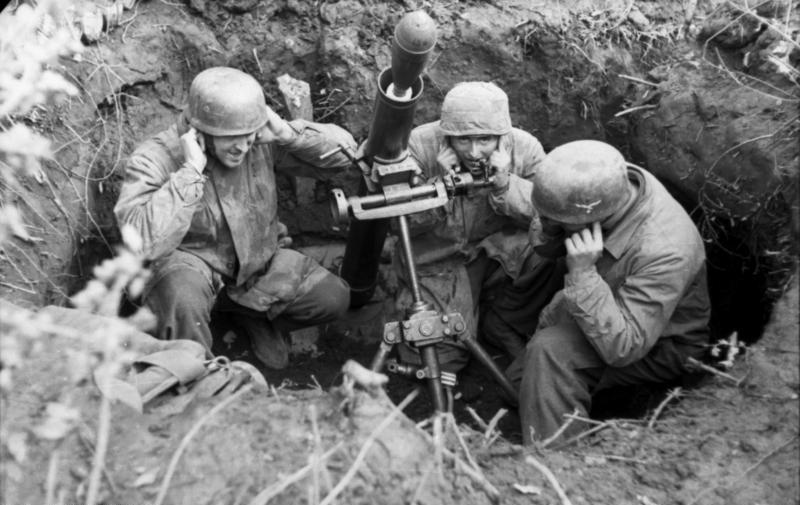
Deutsche Fallschirmjäger mit einem Granatwerfer 34

Zwischen 15. und 23. März folgte die dritte Angriffsoperation der Alliierten, im Brennpunkt stand wieder das 2. neuseeländische Korps, diesmal auf nur 1,5 Kilometer Front konzentriert. Die zugeteilte britische 78th Infantry Division unter Generalmajor Keightley sollte nach ersten Erfolgen nachstoßen und den Durchbruch ins Lirital erzwingen. Nach dem Einsatz von 575 Bombern und 200 Jagdbombern folgte das Trommelfeuer aus 746 Geschützen, die gesamte Wucht des Bombardements war gegen den schmalen Angriffsabschnitt konzentriert. Das eingesetzte 3. deutsche Fallschirmjäger-Regiment unter Oberst Heilmann wurde fast vollständig vernichtet. Ein gegen den Rocca Janula angesetzter Angriff der indischen 4. Division, jetzt unter Generalleutnant Alexander Galloway, der durch die neuseeländische 4. Panzerbrigade unterstützt wurde, eroberte schließlich die umkämpfte Höhe 193. General Heidrich setzte seine Reserven ein und konnte nach dem alliierten Angriff nur mehr ein Drittel des Ortes Cassino sichern. Deutsche Gegenangriffe am 17. und 19. März gegen feindliche Einbrüche am Monte Calvario und am Bahnhof von Cassino blieben erfolglos und führten nur zu schweren Verlusten. Die am 20. März nach vorn gezogene 78. Division der Briten konnte ihrerseits den Widerstand der deutschen Fallschirmjäger nicht brechen.
Am 23. März ließ General Alexander die sinnlosen Angriffe einstellen. Zudem zwang eine dreiwöchige Regenperiode zum vollständigen Abbruch der Operation, am 24. März kehrte der Winter in die südlichen Abruzzen zurück. Die Zeit wurde von den Alliierten zur umfangreichen Neuorganisation der Kommandobereiche benutzt. Der Großteil der britischen 8. Armee unter dem Kommando von Generalleutnant Oliver Leese übernahm die Befehlsführung beiderseits von Cassino. Die geplante Operation Diadem sollte noch vor der Invasion in der Normandie starten, um die deutschen Truppen in Italien zu binden.

## Vierte Schlacht – Operation Diadem

Operation Diadem vom 11. bis 18. Mai 1944

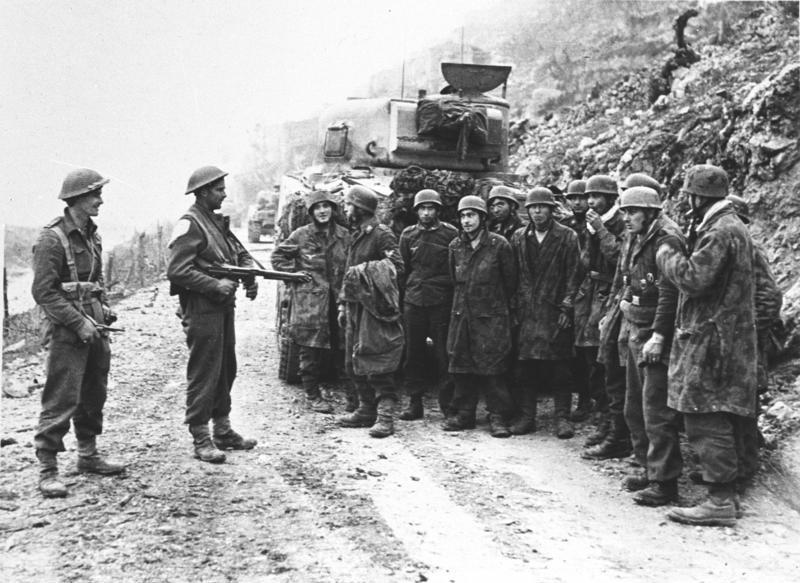
Gefangene deutsche Fallschirmjäger

Am 11. Mai 1944 um 23 Uhr Ortszeit begann die entscheidende alliierte Schlussoffensive, der Angriff war von der See bis über Cassino hinaus auf 32 Kilometer Breite mit vier Korps angesetzt. Ein massiver Artilleriebeschuss mit 1060 Kanonen der 8. Armee und 600 Geschützen der 5. US-Armee leitete ab 23:45 Uhr den Infanteriesturm ein. Der Liri-Abschnitt bildete die Armeegrenze zwischen der 5. US-Armee und der britischen 8. Armee: Polen und Engländer standen am nördlichen Abschnitt beiderseits Cassino am Rapido, Franzosen (Algerier und Marokkaner) und Amerikaner südlich davon bis Minturno am rechten Ufer des Garigliano.
Dem britischen XIII. Korps unter General Kirkman aus britischer 4., 78. und indischer 8. Division gelang vom Süden die Umgehung des Berges und damit der Einbruch in die Gustav-Linie, die nun von den deutschen Fallschirmjägern nicht länger zu halten war. Während die Hauptzahl der Einheiten links und rechts zur Umgehung des Berges ansetzten, erhielt das 2. Polnische Korps unter Generalleutnant Władysław Anders den Auftrag, die Klosterruine im Frontalangriff zu nehmen. Hierbei trug der syrische Braunbär Wojtek, der im Iran von Artilleriesoldaten des 2. Polnischen Korps gefangen und adoptiert worden war und die Truppen seit 1942 begleitete, Kisten mit Mörsergranaten über das unwegsame Schlachtfeld.
Am Morgen des 17. Mai besetzte die nördlich Sassino angreifende polnische 5. Division den Colle Sant’ Angelo, die polnische 3. Division eroberte den Berg 593.
Das II. US-Korps aus 85. und 88. US-Division und das französische Expeditionskorps unter General Juin durchbrachen derweil am Südflügel die Front der deutschen 71. und 94. Infanterie-Division. Die algerische 3. Division unter General Goislard de Monsabert nahm Castelforte und brach bis zum 14. Mai nach Ausonia durch.
Aufgrund der nicht nachlassenden (und verlustreichen) Vorstöße der polnischen und der extremen Verluste der deutschen Verbände sowie der veränderten militärischen Gesamtlage in Italien erteilte der deutsche Oberbefehlshaber Kesselring am 17. Mai der verbliebenen Fallschirmjägereinheit den Befehl, Monte Cassino aufzugeben. Etwa 100 Fallschirmjäger ergaben sich den Briten, andere versuchten, aus dem Kessel der Alliierten auszubrechen.
Am Morgen des 18. Mai hissten die Deutschen die weiße Fahne. Nachdem die Polen die Klosterruinen kampflos eingenommen hatten, hisste um 9:50 Uhr Leutnant Kazimierz Gurbiel die polnische Flagge. In der dreitägigen Schlussoffensive starben auf polnischer Seite 281 Offiziere und 3503 Soldaten.
Im Lirital stieß nach dem taktischen Durchbruch der britischen 78. Division, der am 15. Mai zur Einnahme von Pignataro und am 17. Mai von Piumarola führte, das kanadische 1. Korps unter General Burns Richtung Pontecorvo vor.

## Nach den Schlachten

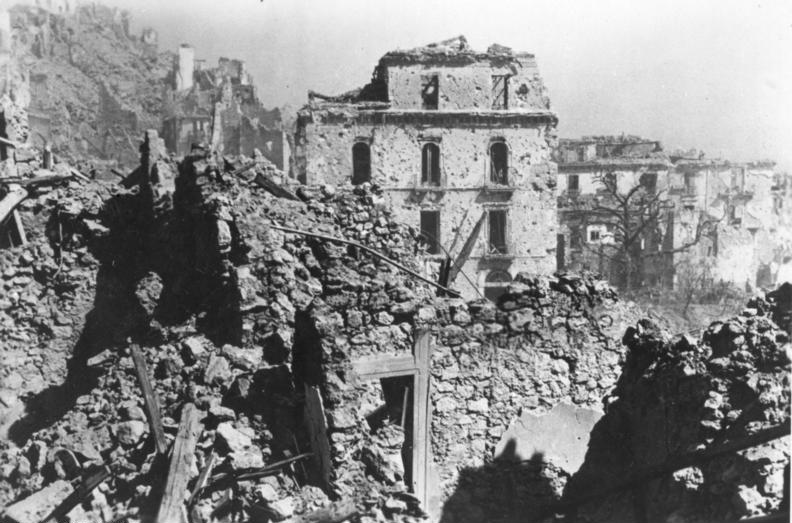
Die Ruinen von Cassino (1944)

Die langwierigen, sehr verlustreichen Kämpfe am und um den Monte Cassino hielten den Vormarsch der Alliierten verhältnismäßig lange auf. Erst nachdem die deutschen Kräfte zum Rückzug aus der Gustav-Stellung gezwungen worden waren, konnten die alliierten Kräfte die alliierte Landungszone bei Anzio-Nettuno erreichen.
Am 25. Mai stellte das von Osten kommende II. US-Korps die Verbindung mit dem VI. US-Korps im Brückenkopf von Anzio her. Am 4. Juni marschierten die 1. US-Panzerdivision und die 36. US-Division kampflos in Rom ein, das zuvor zur offenen Stadt erklärt worden war.

## Rezeption

### Friedhöfe
In den Schlachten um die Stadt und den Berg von Cassino, bei der 105.000 alliierte, unter anderem US-amerikanische, britische, französische, polnische, anglo-indische, neuseeländische, algerische, marokkanische, Gurkhas, und 80.000 deutsche Soldaten kämpften, wurden 20.000 deutsche und 55.000 alliierte Soldaten verwundet oder starben.

#### Commonwealth
Die Commonwealth War Graves Commission legte in Cassino an der Via Sant’Angelo südlich der Bahnlinie, etwa einen Kilometer vom Bahnhof entfernt, einen zentralen Friedhof an. Auf diesem wurden 4.274 namentlich bekannte Gefallene und 289 Gefallene ohne Zuordnung bestattet. Weiterhin erinnert das Cassino Memorial auf dem Friedhofsgelände an die 4046 Vermissten der vier Monate andauernden Kämpfe.
Ein zweiter Friedhof für die Commonwealth Gefallenen ist das Minturno War Cemetery. Hier wurden die in den Kämpfen am Garigliano Gefallenen bestattet. Es gibt auf diesem Friedhof die Gräber von 2049 namentlich bekannten und 97 unbekannten gefallenen Soldaten.

#### Frankreich
In Venafro, etwa 18 Kilometer östlich von Cassino, wurde ab 1945 ein zentraler Friedhof für die Gefallenen der französischen Streitkräfte gebaut, der von Général Juin am 2. November 1946 eingeweiht wurde. Ein zweiter französischer Friedhof weiter südlich bei Miano in der Nähe von Neapel wurde in den Jahren 1991 bis 1992 wegen größerer Baumaßnahmen in der Gegend umgewidmet und die 1.719 Gefallenen wurden nach Venafro umgebettet. Heute umfasst der Friedhof 4345 Gräber. Da kurz nach den Kämpfen kleinere lokale Grabfelder bestanden, errichtete man auf französischer Seite an diesen Orten je einen Gedenkstein, diese finden sich in Casalcassinese, Caspoli, am Fuß des Monte Camino, südlich Pontecorvo, Campodimele, Filignano und der letzte gehörte zum ursprünglichen Venafro Soldatenfriedhof.

#### Vereinigte Staaten
Die meisten amerikanischen Gefallenen der Kämpfe im Raum Cassino sind heute auf dem zentralen Soldatenfriedhof US Sicily-Rome Cemetery bei Nettuno bestattet. Hier wurden auf einem großen Gelände die Gräber von 7861 in Süditalien und auf Sizilien gefallenen Soldaten errichtet. Die Namen weiterer 3095 vermisster Soldaten sind in den Wänden der dortigen Kapelle eingraviert. Das große Gräberfeld war schon am 30. Mai 1944 von General Clark eingeweiht worden.

#### Polen
Unmittelbar nach den Kämpfen in der vierten Schlacht errichtete das polnische Korps einen Soldatenfriedhof in Acquafondata, etwa 12 Kilometer nordöstlich von Cassino, an der Straße nach Casalcassinese knapp einen Kilometer östlich der Stadt. Anfang 1945 wurde ein neuer Friedhof auf dem Höhenzug zwischen der Höhe 593 und dem Kloster errichtet. Bei der Einweihung am 15. März 1945 waren die Vertreter vieler Kriegsnationen anwesend, abgesehen von einer Delegation der seinerzeit künftigen kommunistischen, polnischen Regierung. Der Friedhof umfasst 1054 Gefallene und das Grab des am 12. Mai 1970 in London verstorbenen Kommandeurs der seinerzeit dort kämpfenden polnischen Truppen, General Wladyslaw Anders.

#### Italien
Nachdem Italien aus dem Bündnis mit dem Deutschen Reich durch den Waffenstillstand von Cassibile ausgeschieden war, ermöglichten die Alliierten die Bildung einer neuen italienischen Befreiungsarmee. Das Corpo Italiano di Liberazione und das nachfolgende 1. Raggruppamento Motorizzato Italiano kämpften an der Seite der alliierten Truppen. Ein zentraler Soldatenfriedhof für die Gefallenen wurde etwa zwei Kilometer von Mignano an der Nationalstraße 6 als Cemetery at Monte Lungo errichtet. Hier gibt es 974 Grabstätten und eine für den ehemaligen Kommandeur der Raggruppamento, General Umberto Utili, der am 21. Mai 1952 verstarb.

#### Deutschland
Der Volksbund Deutsche Kriegsgräberfürsorge baute für alle Gefallenen in Mittelitalien in Caira einen zentralen Soldatenfriedhof, die Deutsche Kriegsgräberstätte Cassino. Die Arbeiten am Friedhof und Umbettungen der vielen einzelnen Grabstätten auf den Friedhof in Caira dauerte von 1959 bis 1964. Die Gefallenen der Cassino-Schlachten waren zuvor auf einem Friedhof in Pontecorvo bestattet. Ein Gedenkstein war dort mit den Schriftzügen „Den Cassino Kämpfern“ und „Besitz stirbt - Sippen sterben – Du stirbst wie sie – Eins weiss ich was ewig lebt – Der Toten Tatenruhm“ versehen. Heute umfasst der zentrale Friedhof in Caira 20.051 Gräber.

### Nationale Rezeption

#### Deutschland
Nach der Schlacht wurde die Kampfmoral der deutschen Fallschirmjäger in der NS-Propaganda glorifiziert; der deutsche Abzug wurde nicht erwähnt.

#### Polen
In Polen gilt die Einnahme der Ruinen von Monte Cassino als ein nationales Symbol für den Tod tausender polnischer Soldaten, die im Exil auf Seiten der Alliierten für die Befreiung Europas vom Nationalsozialismus ihr Leben ließen. Das Lied Czerwone maki na Monte Cassino, deutsch Roter Mohn am Monte Cassino, glorifiziert den verlustreichen Kampf des polnischen Korps.

### Zerstörung des Klosters
In vielen Ländern gilt die Schlacht um Monte Cassino als Synonym für die Sinnlosigkeit des Krieges; die Zerstörung des Klosters als ein Mahnmal gegen Krieg und für Frieden.

### Monte Cassino – Eine Völkerschlacht
Aufgrund der vielen beteiligten alliierten Nationen gilt die Schlacht heute noch als die „Völkerschlacht des Zweiten Weltkrieges“, angelehnt an die Völkerschlacht von Leipzig im Jahr 1813.

### Erinnerungsstätten
Im Umfeld von Cassino und in der Stadt selbst gibt es zahlreiche, teils erst am Ende des letzten Jahrhunderts errichtete, Erinnerungsstätten und Erinnerungstafeln, welche an die völlige Zerstörung der Stadt und die harten Kämpfe um einzelne Stellungen im Umland erinnern.

## Filme
- Die grünen Teufel von Monte Cassino. Deutschland 1958